# Wharton County
Das Wharton County ist ein County im Bundesstaat Texas der Vereinigten Staaten. Das U.S. Census Bureau hat bei der Volkszählung 2020 eine Einwohnerzahl von 41.570 ermittelt. Der Verwaltungssitz (County Seat) ist Wharton.

## Geographie
Das County liegt im Südwesten von Texas, etwa 50 km vor dem Golf von Mexiko und hat eine Fläche von 2835 Quadratkilometern, wovon 11 Quadratkilometer Wasserfläche sind. Es grenzt im Uhrzeigersinn an folgende Countys: Austin County, Fort Bend County, Brazoria County, Matagorda County, Jackson County, Lavaca County und Colorado County.

## Geschichte
Wharton County wurde 1846 aus Teilen des Colorado County, Jackson County und Matagorda County gebildet. Benannt wurde es nach William Harris Wharton und John Austin Wharton, zwei Brüder und Anführer in der texanischen Revolution.

## Demografische Daten

Alterspyramide des Wharton County

Nach der Volkszählung im Jahr 2000 lebten im Wharton County 41.188 Menschen in 14.799 Haushalten und 10.744 Familien. Die Bevölkerungsdichte betrug 15 Einwohner pro Quadratkilometer. Ethnisch betrachtet setzte sich die Bevölkerung zusammen aus 69,01 Prozent Weißen, 14,95 Prozent Afroamerikanern, 0,37 Prozent amerikanischen Ureinwohnern, 0,31 Prozent Asiaten, 0,06 Prozent Bewohnern aus dem pazifischen Inselraum und 13,65 Prozent aus anderen ethnischen Gruppen; 1,64 Prozent stammten von zwei oder mehr Ethnien ab. 31,29 Prozent der Einwohner waren spanischer oder lateinamerikanischer Abstammung.
Von den 14.799 Haushalten hatten 35,7 Prozent Kinder oder Jugendliche, die mit ihnen zusammen lebten. 55,5 Prozent waren verheiratete, zusammenlebende Paare 12,5 Prozent waren allein erziehende Mütter und 27,4 Prozent waren keine Familien. 24,4 Prozent waren Singlehaushalte und in 12,4 Prozent lebten Menschen im Alter von 65 Jahren oder darüber. Die durchschnittliche Haushaltsgröße betrug 2,73 und die durchschnittliche Familiengröße betrug 3,26 Personen.
28,7 Prozent der Bevölkerung war unter 18 Jahre alt, 9,3 Prozent zwischen 18 und 24, 26,5 Prozent zwischen 25 und 44, 21,5 Prozent zwischen 45 und 64 und 13,9 Prozent waren 65 Jahre alt oder älter. Das Medianalter betrug 35 Jahre. Auf 100 weibliche Personen kamen 96,9 männliche Personen und auf 100 Frauen im Alter von 18 Jahren oder darüber kamen 92,7 Männer.
Das jährliche Durchschnittseinkommen eines Haushalts betrug 32.208 USD, das Durchschnittseinkommen einer Familie betrug 39.919 USD. Männer hatten ein Durchschnittseinkommen von 30.480 USD, Frauen 20.101 USD. Das Prokopfeinkommen betrug 15.388 USD. 13,3 Prozent der Familien und 16,5 Prozent der Einwohner lebten unterhalb der Armutsgrenze.

## Städte und Gemeinden
- Boling
- Burr
- Chesterville
- Crescent
- Danevang
- Dinsmore
- East Bernard
- Egypt
- El Campo
- Glen Flora
- Haid
- Hillje
- Hungerford
- Iago
- Jones Creek
- Lane City
- Lissie
- Louise
- Mackay
- Magnet
- New Taiton
- Newgulf
- Pierce
- Provident City
- Sandy Corner
- Spanish Camp
- Taiton
- Tavener
- West End
- West Payne
- Wharton

## Geisterstädte
- Dorman
- Hahn
- Jones Creek
- Mackay
- Nottawa
- Peach Creek
- Plainview
- Preston
- Round Mott
- Sorrelle
- Taiton
- Waterville